# Красная Горка (Вышневолоцкий район)
Красная Горка — деревня в Вышневолоцком районе Тверской области. Относится к Зеленогорскому сельскому поселению.

## География
Деревня расположена всего в 300 метрах от деревни Горончарово.

## Население
| 2008 | 2010 |
| ---- | ---- |
| 1    | →1   |

## Инфраструктура
Личное подсобное хозяйство с зоной сельскохозяйственного использования, индивидуальная застройка усадебного типа.

## Транспорт
Просёлочные дороги.